# USI Lupo Martini Wolfsburg
USI Lupo Matini Wolfsburg is een Duitse voetbalclub uit Wolfsburg in de deelstaat Nedersaksen. Het is de oudste door gastarbeiders gestichte club van Duitsland.

## Geschiedenis
In 1962 richtten Italiaanse gastarbeiders van bij de Volkswagenfabriek de club Sportclub Lupo op. Lupo is Italiaans voor wolf. Acht jaar later werd met US Martini, een tweede Italiaanse club opgericht in Wolfsburg. Toen Lupo in 1981 naar de Bezirksklasse promoveerde fuseerde de club met Martini om zo de huidige club te vormen. In 1996 promoveerde de club naar de Landesliga en bleef daar zes jaar. Na drie jaar afwezigheid promoveerde de club weer en in 2009 promoveerde Lupo Martini voor het eerst naar de Oberliga. De club werd elfde, maar door een competitieherstructurering was deze plaats niet goed genoeg. In 2012 promoveerde de club terug naar de Oberliga. In 2016 werd de club daar kampioen en promoveerde zo naar de Regionalliga Nord, maar kon daar het behoud niet verzekeren. In 2018 promoveerde de club opnieuw maar moest opnieuw na één seizoen weer een treetje lager spelen.

## Eindklasseringen vanaf 2000
| Seizoen | Competitie                    | Niveau | Eindstand | DFB Pokal | Opmerking |
| ------- | ----------------------------- | ------ | --------- | --------- | --- |
| 1999/00 | Landesliga Braunschweig       | VI     | 12        | --        | |
| 2000/01 | Landesliga Braunschweig       | VI     | 16        | --        | |
| 2001/02 | Landesliga Braunschweig       | VI     | 17        | --        | |
| 2002/03 | Bezirksliga Braunschweig-Nord | VII    | 13        | --        | |
| 2003/04 | Bezirksliga Braunschweig-Nord | VII    | 12        | --        | |
| 2004/05 | Bezirksliga Braunschweig-Nord | VII    | 1         | --        | |
| 2005/06 | Landesliga Braunschweig       | VI     | 12        | --        | |
| 2006/07 | Bezirksoberliga Braunschweig  | VI     | 3         | --        | |
| 2007/08 | Bezirksoberliga Braunschweig  | VI     | 9         | --        | |
| 2008/09 | Bezirksoberliga Braunschweig  | VI     | 2         | --        | |
| 2009/10 | Oberliga Niedersachsen-Ost    | V      | 11        | --        | niet gekwalificeerd voor éénklassige Oberliga                                                                         |
| 2010/11 | Landesliga Braunschweig       | VI     | 6         | --        | |
| 2011/12 | Landesliga Braunschweig       | VI     | 1         | --        | |
| 2012/13 | Oberliga Niedersachsen        | V      | 2         | --        | 3e in promotie-/degradatieserie met 4 clubs; play-off voor plaatsing DFB-Pokal 2013/14 > BSV Schwarz-Weiß Rehden: 0-3 |
| 2013/14 | Oberliga Niedersachsen        | V      | 3         | --        | |
| 2014/15 | Oberliga Niedersachsen        | V      | 7         | --        | |
| 2015/16 | Oberliga Niedersachsen        | V      | 1         | --        | |
| 2016/17 | Regionalliga Nord             | IV     | 17        | --        | |
| 2017/18 | Oberliga Niedersachsen        | V      | 1         | --        | |
| 2018/19 | Regionalliga Nord             | IV     | 18        | --        | |
| 2019/20 | Oberliga Niedersachsen        | V      | 12        | --        | competitie afgebroken i.v.m. coronapandemie.                                                                          |
| 2020/21 | Oberliga Niedersachsen        | V      | --        | --        | Competitie afgebroken i.v.m. coronapandemie. Er wordt geen stand opgemaakt.                                           |
| 2021/22 | Oberliga Niedersachsen        | V      | 7         | --        | 3e in voorronde |
| 2022/23 | Oberliga Niedersachsen        | V      | 2         | --        | pd-wedstrijd > Bremer SV: 0-0/1-2                                                                                     |
| 2023/24 | Oberliga Niedersachsen        | V      | 4         | --        | |
| 2024/25 | Oberliga Niedersachsen        | V      | 10        | --        | |
| 2025/26 | Oberliga Niedersachsen        | V      | .         | --        | |